# Pollenia chotei
Pollenia chotei är en tvåvingeart som beskrevs av Hiromu Kurahashi och Tumrasvin 1979. Pollenia chotei ingår i släktet vindsflugor, och familjen spyflugor.
Artens utbredningsområde är Thailand. Inga underarter finns listade i Catalogue of Life.